# Hans Koch
Hans Koch, född 13 augusti 1912 i Tangerhütte, död 14 juli 1955 i Gdańsk, var en tysk SS-Unterscharführer och dömd krigsförbrytare. Han tillhörde personalen i Auschwitz från 1940 till 1945.

## Biografi
Koch arbetade ursprungligen som laboratorieassistent. År 1940 kommenderades han till Auschwitz och tjänstgjorde i Desinfektionskommando som utförde gasningen av lägerfångar. Tillsammans med bland andra Adolf Theuer och Josef Klehr hällde Koch Zyklon B-pellets genom ett hål i taket eller väggen in i gaskammaren. Dessa pellets utvecklade cyanvätegas i kontakt med luft.
Efter andra världskriget utlämnades han av de allierade till de polska myndigheterna. Tillsammans med 39 andra misstänkta krigsförbrytare — däribland Arthur Liebehenschel, Maria Mandl och Maximilian Grabner — ställdes Koch inför rätta vid Auschwitzrättegången år 1947. Domstolen dömde Koch till livstids fängelse. Han avled i fängelse 1955.